# Imma quaestoria
Imma quaestoria är en fjärilsart som beskrevs av Edward Meyrick 1911. Imma quaestoria ingår i släktet Imma och familjen Immidae. Inga underarter finns listade i Catalogue of Life.